# فرانسیس لیلند-بارات

فرانسیس لیلند-بارات

سر فرانسیس لیلند-بارات (به انگلیسی: Sir Francis Layland-Barratt) (۱۸۶۰–۱۲ سپتامبر ۱۹۳۳) سیاستمدار حزب لیبرال انگلیس بود.

## زمینه
وی در سال ۱۸۶۰ به دنیا آمد، فرزند اول فرانسیس بارات از سنت آستل، کورنوال و تحصیل در ترینیتی هال، کمبریج (MA , LLB) بود. وی در سال ۱۸۸۴ با فرانسیس لیلند (بانوی گریس سفارش سنت جان بیت‌المقدس، CBE 1920) از استونهاوس، والاسی ازدواج کرد. آنها یک پسر و سه دختر داشتند. وی نام خانوادگی اضافی Layland را توسط Royal License در سال ۱۸۹۵ به عهده گرفت.

## حرفه
وی در حزب لیبرال بخش تورکی بخش دونون را در انتخابات عمومی ۱۸۹۵ به چالش کشید، اما نتوانست کرسی را از محافظه کار بگیرد. او به عنوان کلانتر عالی کرن از 1897 1898. او تورکی برای لیبرال‌ها در رقابت دوباره ۱۹۰۰ انتخابات عمومی و در این زمان موفق بود، به دست آوردن صندلی از محافظه کار. وی از سال ۱۹۰۰ تا ۱۹۱۰ به عنوان نماینده لیبرال برای تورکی خدمت کرد. وی به عنوان دادستان صلح در دیوون و کورنوال خدمت کرد. وی به عنوان معاون ستوان کورنوال منصوب شد. وی در انتخابات عمومی ۱۹۰۶ مجدداً انتخاب شد. در ۲۳ ژوئیه ۱۹۰۸ او بارونت ایجاد شد. وی در انتخابات عمومی ژانویه ۱۹۱۰ با اکثر ۱۱ رای دوباره انتخاب شد. وی کرسی خود را در انتخابات عمومی دسامبر ۱۹۱۰ به یک اتحادیه لیبرال از دست داد. در سال ۱۹۱۵، نماینده لیبرال برای سنت آستل لشکر کورنوال در عمل کشته شد. بارت به عنوان کاندیدای لیبرال برای جایگزینی وی انتخاب شد و به دلیل آتش‌بس در زمان انتخابات، با مخالف اتحادیه روبرو نشد و انتخاب شد. وی از سال ۱۹۱۵ تا ۱۹۱۸ به عنوان نماینده لیبرال در سنت آستل خدمت کرد. وی در سال ۱۹۱۸ هنگامی که حوزه انتخابیه وی برداشته شد از مجلس بازنشسته شد و هیچ انتخابات عمومی دیگری را به چالش نکشید. او همچنان به حمایت از حزب لیبرال، در سطح محلی در تورکی، حامی اصلی این حزب بود. وی از سال ۱۹۲۷ تا زمان مرگ به عنوان خزانه دار فدراسیون ملی لیبرال خدمت کرد. وی در ۱۲ سپتامبر سال ۱۹۳۳ در سن ۷۳ سالگی درگذشت. پس از آن بارونتی پسرش به پسرش فرانسیس هنری گودولفین لیلند-بارات منتقل شد. قبر وی را می‌توان در کلیسای کلیسای سنت میوان با مایل در خارج از سنت آستل یافت.